# Императорски печат на Япония
Императорският печат на Япония е официален символ на японския император и фактически герб на страната. Той представлява златна хризантема с 16 венчелистчета, подредени в кръг, а под тях още един кръг от 16 венчелистчета, видими в пространството между първите.
Императорският печат се използва от членовете на японското императорско семейство от векове. Според Конституцията Мейджи, никой освен императора на Япония няма право да го използва. Поради наложената забрана всеки от членовете на императорското семейство използва леко променена версия на този печат, практика, която се е запазила до наши дни. В шинтоистките храмове или показвали императорския печат, или използвали част от него в собствените си емблеми (мун).
В наши дни повечето членове на императорското семейство използват лични печати с 14 венчелистчета, докато оригиналните 16 са част от императорския печат, използван от членовете на Диетата в официални документи, дипломатически учреждения, паспорти, документи на императорското семейство и прочее.
Въпреки че този печат се използва от векове в Япония, все още няма прокаран официален закон, който да установява съществуването на официален герб или държавен символ на страната. Това не пречи хризантемата с 16 венчелистчета да бъде задължителна част от всички японски паспорти, японската конституция и множество други документи. В японския наказателен кодекс все още съществува § 154, където е указано фактическото положение, гласящо, че всеки, подправил документи с недостоверен императорски печат, може да бъде осъден на доживотен затвор.

## Галерия
- Японски паспорт
- Кораб с императорския печат